# Thamnodynastes lanei
Thamnodynastes lanei là một loài rắn trong họ Rắn nước. Loài này được Bailey, Thomas & Da Silva mô tả khoa học đầu tiên năm 2005.